# Seid Yesuf
 (janvier 2023).
Si vous disposez d'ouvrages ou d'articles de référence ou si vous connaissez des sites web de qualité traitant du thème abordé ici, merci de compléter l'article en donnant les références utiles à sa vérifiabilité et en les liant à la section « Notes et références ».
 (janvier 2023).
République fédérale démocratique d'Éthiopie
Seid Yesuf (Ge'ez : ሰይድ የሱፍ) est un des 112 membres de la Chambre de la fédération éthiopienne depuis une date inconnue. Il est un des 17 conseillers de l'État Amhara et représente le peuple Oromo.